# كلير إنغل
كلير إنغل هو محامي وسياسي أمريكي، ولد في 21 سبتمبر 1911 في بيكرسفيلد في الولايات المتحدة، وتوفي في 30 يوليو 1964 في واشنطن العاصمة في الولايات المتحدة ونوبة قلبية. نشط حزبياً في الحزب الديمقراطي.

## مناصب
- انتخب عضو مجلس الشيوخ الأمريكي [الإنجليزية]‏ عن دائرة California Class 1 senate seat ‏ وقد انضم خلال فترته النيابية [الإنجليزية]‏ (3 يناير 1963 – 30 يوليو 1964) للكتلة البرلمانية الحزب الديمقراطي.
- انتخب عضو مجلس الشيوخ الأمريكي [الإنجليزية]‏ عن دائرة California Class 1 senate seat ‏ وقد انضم خلال فترته النيابية [الإنجليزية]‏ (3 يناير 1961 – 3 يناير 1963) للكتلة البرلمانية الحزب الديمقراطي.
- انتخب عضو مجلس الشيوخ الأمريكي [الإنجليزية]‏ عن دائرة California Class 1 senate seat ‏ وقد انضم خلال فترته النيابية [الإنجليزية]‏ (3 يناير 1959 – 3 يناير 1961) للكتلة البرلمانية الحزب الديمقراطي.
- انتخب المدعي العام [الإنجليزية]‏.
- انتخب عضو مجلس ولاية كاليفورنيا  [لغات أخرى]‏ (1943 – 1943).
- انتخب عضو مجلس النواب الأمريكي عن دائرة California's 2nd congressional district [الإنجليزية]‏ (31 أغسطس 1943 – 3 يناير 1959).
- انتخب عضو مجلس الشيوخ الأمريكي [الإنجليزية]‏ عن دائرة كاليفورنيا (3 يناير 1959 – 30 يوليو 1964).